# Zero (programma televisivo)
Zero è stato un programma televisivo di genere commedia, in onda in seconda serata su Rai 2 dal 4 al 25 maggio 2022.

## Il programma
Il programma consisteva in un varietà comico che si prefiggeva come scopo la dissacralizzazione della “filosofia zero” e ciò avviene attraverso vari personaggi, tutti accomunati dalla “filosofia dello zero”. Alcuni di questi, tutti di fantasia, sono stati: il finto fratello di Greta Thunberg; la Chef Borlotti; gli Anticorpi e la dottoressa Mela Fonchi.
Il cast fisso di comici era composto da Leonardo Manera, Simonetta Guarino, Chicco Paglionico, Anna Gaia Marchioro e Pino e gli Anticorpi. La conduzione era affidata a Alessandro Betti, affiancato da personalità dei social network.

## Edizioni
| Edizione | Anno | Conduzione       | Periodo       | Periodo        | Puntate | Studio        |
| Edizione | Anno | Conduzione       | Inizio        | Fine           | Puntate | Studio        |
| -------- | ---- | ---------------- | ------------- | -------------- | ------- | ------------- |
| 1ª       | 2022 | Alessandro Betti | 4 maggio 2022 | 25 maggio 2022 | 4       | On Air Milano |